# Chrysosplenium albowianum
Chrysosplenium albowianum är en stenbräckeväxtart som beskrevs av S. Kuthath.. Chrysosplenium albowianum ingår i släktet gullpudror, och familjen stenbräckeväxter. Inga underarter finns listade i Catalogue of Life.